# Grupo de Lie

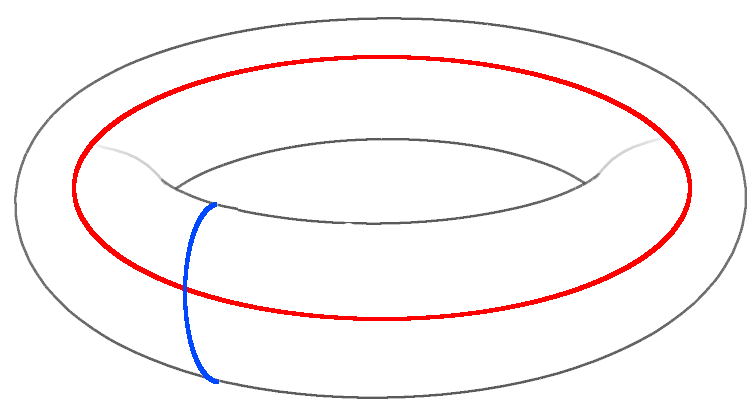
es un ejemplo de grupo de Lie homeomorfo al toro.

En matemática, un grupo de Lie (nombrado así en honor de Sophus Lie) es una variedad diferenciable real o compleja que es también un grupo tal que las operaciones de grupo (multiplicación e inversión) son funciones diferenciables o analíticas, según el caso. Los grupos de Lie son importantes en análisis matemático, física y geometría porque sirven para describir la simetría de estructuras analíticas. Fueron introducidos por Sophus Lie en 1870 para estudiar simetrías de ecuaciones diferenciales.
Mientras que el espacio euclídeo Rn es un grupo de Lie real (con la adición ordinaria de vectores como operación de grupo), ejemplos más típicos son algunos grupos de matrices inversibles (con la multiplicación de matrices como operación), por ejemplo el grupo SO(3) de todas las rotaciones en el espacio de 3 dimensiones. Véase abajo para una lista más completa de ejemplos.

## Tipos de grupos de Lie
Se clasifican los grupos de Lie con respecto a sus propiedades algebraicas (simple, semisimple, resoluble, nilpotente, abeliano), su conexidad (conexo o no conexo) y su compacidad.

## Homomorfismos e isomorfismos
Si G y H son grupos de Lie (reales o complejos ambos), entonces un morfismo de grupos de Lie f: G → H es un homomorfismo de grupos que es también una función diferenciable o analítica. (Se puede demostrar que es equivalente a requerir solamente que sea función continua.) La composición de dos tales homomorfismos es otra vez un homomorfismo, y la clase de todos los grupos de Lie (reales o complejos), junto con estos morfismos, forma una categoría. Dos grupos de Lie se dicen isomorfos si existe un homomorfismo biyectivo entre ellos cuyo inverso es también un homomorfismo.

## El álgebra de Lie asociada a un grupo de Lie
A cada grupo de Lie, podemos asociar un álgebra de Lie que captura totalmente la estructura local del grupo. Esto se hace como sigue. Un campo vectorial en un grupo de Lie G se dice invariante por la izquierda si verifica lo siguiente. Defina Lg(x) = gx, donde g, x están en G. Entonces el campo vectorial X es invariante por la izquierda si, para cualquier función diferenciable o analítica f: G → F  (aquí F es el cuerpo R o C), se cumple X(f Lg)=(X f)Lg, para todo g en G.
El conjunto de todos los campos vectoriales en una variedad diferenciable es un álgebra de Lie sobre F, donde el producto es el corchete de Lie. En un grupo de Lie, los campos vectoriales invariantes por la izquierda forman una subálgebra, el álgebra de Lie asociada a G, denotado generalmente por una g gótica ({\displaystyle {\mathfrak {g}}}). Esta álgebra de Lie g es finito-dimensional (tiene la misma dimensión que la variedad G) lo que la hace susceptible a las tentativas de clasificación. Clasificando g, uno puede también conseguir un acercamiento al grupo de Lie G. La teoría de representación de los grupos simples de Lie es el mejor y más importante ejemplo.
Cada homomorfismo f: G → H de grupos de Lie induce un homomorfismo entre las álgebras de Lie correspondientes g y h. La asociación G|- > g es un funtor.
Cada vector v en g determina una línea de flujo c: R → G cuya derivada en todo punto viene dado por el campo vectorial invariante por la izquierda correspondiente a v
{\displaystyle c^{\prime }(t)=c(t)v}
y que tiene la propiedad
{\displaystyle c(s+t)=c(s)c(t)}
para todo s y t. La operación en el lado derecho es la multiplicación de grupo en G. La semejanza formal de esta fórmula con la que es válida para la función exponencial justifica la definición
{\displaystyle \exp(v)=c(1)}.
Esta función exponencial es una aplicación del álgebra de Lie g en el grupo de Lie G.  Esta función exponencial es una generalización de la función exponencial para los números reales (puesto que R  es el álgebra de Lie del grupo de Lie de números reales positivos con la multiplicación usual), para los números complejos (puesto que C  es el álgebra de Lie del grupo de Lie de números complejos diferentes a cero con la multiplicación usual) y para las matrices (puesto que M(n, R) con el conmutador  es el álgebra de Lie del grupo de Lie GL(n, R) de todas las matrices inversibles).
La exponencial proporciona un difeomorfismo entre una vecindad de 0 en g y una vecindad de e en G. Debido a que la función exponencial es sobreyectiva en alguna vecindad N de e, es común llamar a los elementos del álgebra de Lie generadores infinitesimales del grupo G. De hecho, el subgrupo de G generado por N será el grupo entero G (supuesto que G es conexo).
La función exponencial y el álgebra de Lie determinan la estructura de grupo local de cada grupo de Lie conexo, debido a la fórmula de Campbell-Hausdorff: existe una vecindad U del elemento cero de g, tal que para u, v en U se tiene

{\displaystyle \exp(u)\exp(v)=\exp(u+v+1/2[u,v]+1/12[[u,v],v]-1/12[[u,v],u]-\dots )}

donde los términos omitidos son conocidos e implican los corchetes de Lie de cuatro o más elementos. En caso de que u y v conmuten, esta fórmula se reduce a la ley exponencial familiar exp(v) exp(u) = exp(u + v).
La estructura global de un grupo de Lie no está totalmente determinada, en general, por su álgebra de Lie; vea la tabla abajo con ejemplos de varios grupos de Lie que comparten la misma álgebra de Lie. Podemos decir sin embargo que un grupo de Lie conexo es simple, semisimple, resoluble, nilpotente, o abeliano si y solamente si su álgebra de Lie tiene la propiedad correspondiente.
Si requerimos que el grupo de Lie sea simplemente conexo, entonces la estructura global está determinada por su álgebra de Lie: para cada álgebra de Lie g finito dimensional sobre F hay un único (salvo isomorfismo) grupo de Lie G simplemente conexo cuya álgebra de Lie es g. Por otra parte cada homomorfismo entre las álgebras de Lie procede de un homomorfismo único entre los correspondientes grupos de Lie simplemente conexos.

## Lista de algunos grupos de Lie reales y de sus álgebras de Lie
| grupo de Lie                                             | descripción                                                                      | Comentarios | álgebra de Lie                                    | descripción | dim/R                 |    |
| -------------------------------------------------------- | -------------------------------------------------------------------------------- | --- | ------------------------------------------------- | --- | --------------------- | -- |
| {\displaystyle \mathbb {R} ^{n}}                         | espacio euclídeo con adición                                                     | abeliano, simplemente conexo, no compacto                                                                                   | {\displaystyle \mathbb {R} ^{n}}                  | el corchete de Lie es cero | n                     |    |
| {\displaystyle \mathbb {R} ^{\times }}                   | números reales no nulos con la multiplicación                                    | abeliano, no conexo, no compacto                                                                                            | {\displaystyle \mathbb {R} }                      | el corchete de Lie es cero | 1                     |    |
| {\displaystyle \mathbb {R} ^{+}}                         | números reales positivos con la multiplicación                                   | abeliano, simplemente conexo, no compacto                                                                                   | {\displaystyle \mathbb {R} }                      | el corchete de Lie es cero | 1                     |    |
| {\displaystyle {\mbox{S}}^{1}=\mathbb {R} /\mathbb {Z} } | números complejos de valor absoluto 1 con la multiplicación                      | abeliano, conexo, no simplemente conexo, compacto                                                                           | {\displaystyle \mathbb {R} }                      | el corchete de Lie es cero | 1                     |    |
| {\displaystyle \mathbb {H} ^{\times }}                   | cuaterniones no nulos con la multiplicación                                      | conexo, simplemente conexo, no compacto                                                                                     | {\displaystyle \mathbb {H} }                      | cuaterniones, con el corchete de Lie dado por el conmutador | 4                     |    |
| {\displaystyle {\mbox{S}}^{3}\,}                         | cuaterniones de módulo 1 con la multiplicación, una 3-esfera                     | simplemente conexo, compacto, simple y semi-simple, isomorfo a {\displaystyle SU(2)\;} y a {\displaystyle {\mbox{Spin}}(3)} | {\displaystyle \mathbb {R} ^{3}}                  | 3-vectores reales, con el corchete de Lie el producto vectorial; isomorfo a los cuaterniones con parte real cero, con el corchete de Lie dado por el conmutador también isomorfo a {\displaystyle {\mathfrak {su}}(2)} y a {\displaystyle {\mathfrak {so}}(3)}         | 3                     |    |
| {\displaystyle GL(n,\mathbb {R} )}                       | grupo general lineal: matrices reales n-por-n invertibles                        | no conexo, no compacto | {\displaystyle M(n,\mathbb {R} )}                 | matrices reales n-por-n, con el corchete de Lie dado por el conmutador | {\displaystyle n^{2}} |    |
| {\displaystyle GL^{+}(n,\mathbb {R} )}                   | matrices reales n-por-n con determinante positivo                                | conexo, no compacto | {\displaystyle M(n,\mathbb {R} )}                 | matrices reales n-por-n, con el corchete de Lie dado por el conmutador | {\displaystyle n^{2}} |    |
| {\displaystyle SL(n,\mathbb {R} )}                       | grupo especial lineal: matrices reales n-por-n con determinante 1                | conexo, no compacto y simple si n>1                                                                                         | {\displaystyle {\mathfrak {sl}}(n,\mathbb {R} )}  | matrices reales n-por-n, con traza 0, con el corchete de Lie dado por el conmutador | n²-1                  |    |
| {\displaystyle O(n,\mathbb {R} )}                        | grupo ortogonal: matrices reales n-por-n ortogonales                             | no conexo, compacto | {\displaystyle {\mathfrak {so}}(3,\mathbb {R} )}  | matrices reales n-por-n, antisimétricas, con el corchete de Lie dado por el conmutador; {\displaystyle {\mathfrak {so}}(3,\mathbb {R} )} es isomorfo a {\displaystyle {\mathfrak {su}}(2,\mathbb {R} )} y a {\displaystyle \mathbb {R} ^{3}} con el producto vectorial | n(n-1)/2              |    |
| {\displaystyle SO(n,\mathbb {R} )}                       | grupo especial ortogonal: matrices reales n-por-n ortogonales con determinante 1 | conexo, compacto, no simplemente conexo si n>1, semisimple, si n=3 o n ≥5 simple                                            | {\displaystyle {\mathfrak {so}}(n,\mathbb {R} )}  | matrices reales n-por-n, antisimétricas, con el corchete de Lie dado por el conmutador | n(n-1)/2              |    |
| {\displaystyle {\mbox{Spin}}(n,\mathbb {R} )}            | grupo de espinores                                                               | simplemente conexo, compacto, semisimple, si n=3 o n ≥5 simple                                                              | {\displaystyle {\mathfrak {so}}(n,\mathbb {R} )}  | matrices reales n-por-n, antisimétricas, con el corchete de Lie dado por el conmutador | n(n-1)/2              |    |
| {\displaystyle {\mbox{Sp}}(2n,\mathbb {R} )}             | grupo simplécticoreal: matrices simplécticas reales                              | no compacto, simple y semisimple                                                                                            | {\displaystyle {\mathfrak {sp}}(2n,\mathbb {R} )} | matrices reales que satisfacen JA + ATJ = 0 donde J es la matriz anti-simétrica estándar | n(2n + 1)             |    |
| {\displaystyle {\mbox{Sp}}(n,\mathbb {R} )}              | grupo simpléctico: matrices unitarias n-por-n cuaterniónicas                     | compacto, simplemente conexo, simple y semisimple si n>0                                                                    | {\displaystyle {\mathfrak {sp}}(n)}               | matrices cuaterniónicas cuadradas A satisfaciendo A = −A*, con el corchete de Lie dado por el conmutador | n(2n + 1)             |    |
| {\displaystyle U(n)\,}                                   | grupo unitario: matrices complejas n-por-n unitarias                             | isomorfo a S¹ para n=1, no simplemente conexo para n>0, compacto. Nota: este no es un grupo/álgebra de Lie complejo         | {\displaystyle {\mathfrak {u}}(n)}                | matrices complejas n-por-n, que cumplen A = -A*, con el corchete de Lie dado por el conmutador | n(n-1)/2              | n² |
| {\displaystyle SU(n)\,}                                  | grupo especial unitario: matrices complejas n-por-n unitarias con determinante 1 | simplemente conexo, compacto y si n ≥2, simple y semisimple. Nota: este no es un grupo/álgebra de Lie complejo              | {\displaystyle {\mathfrak {su}}(n)}               | matrices complejas {\displaystyle n\times n}, que cumplen A = -A* con traza 0, con el corchete de Lie dado por el conmutador | n²-1                  |    |

## Lista de algunos grupos de Lie complejos y de sus álgebras de Lie
| grupo de Lie | descripción                                                                         | Comentarios                                                                          | álgebra de Lie | descripción                                                                                 | dim/C     |
| ------------ | ----------------------------------------------------------------------------------- | ------------------------------------------------------------------------------------ | -------------- | ------------------------------------------------------------------------------------------- | --------- |
| Cn           | espacio euclídeo con adición                                                        | abeliano, simplemente conexo, no compacto                                            | Cn             | el corchete de Lie es cero                                                                  | n         |
| C×           | números complejos no nulos con la multiplicación                                    | abeliano, conexo, no simplemente conexo, no compacto                                 | C              | el corchete de Lie es cero                                                                  | 1         |
| GL(n, C)     | grupo general lineal: matrices complejas n-por-n inversibles                        | simplemente conexo, no compacto                                                      | M(n, C)        | matrices complejas n-por-n, con el corchete de Lie dado por el conmutador                   | n²        |
| SL(n, C)     | grupo especial lineal complejo: matrices complejas n-por-n con determinante 1       | simple y semisimple, simplemente conexo si n>1, no compacto                          | sl(n, C)       | matrices complejas n-por-n, con traza 0, con el corchete de Lie dado por el conmutador      | n²-1      |
| O(n, C)      | grupo ortogonal: matrices complejas n-por-n ortogonales                             | no conexo n>1, compacto                                                              | so(n, C)       | matrices complejas n-por-n, antisimétricas, con el corchete de Lie dado por el conmutador   | n(n-1)/2  |
| SO(n, C)     | grupo especial ortogonal: matrices complejas n-por-n ortogonales con determinante 1 | conexo, no compacto, no simplemente conexo si n>1, si n=3 o n ≥5 simple y semisimple | so(n, C)       | matrices complejas n-por-n, antisimétricas, con el corchete de Lie dado por el conmutador   | n(n-1)/2  |
| Sp(2n, C)    | grupo simpléctico: matrices simplécticas complejas                                  | no compacto, simple y semisimple                                                     | sp(2n, C)      | matrices complejas que satisfacen JA + ATJ = 0 donde J es la matriz anti-simétrica estándar | n(2n + 1) |

## Lista de algunos grupos de Lie de dimensión infinita
| grupo de Lie                                     | descripción                                                               | Comentarios                                    | álgebra de Lie                                  | descripción                                                                  | dim/R                       |
| ------------------------------------------------ | ------------------------------------------------------------------------- | ---------------------------------------------- | ----------------------------------------------- | ---------------------------------------------------------------------------- | --------------------------- |
| {\displaystyle \mathrm {Diff} ({\mathcal {M}})}  | Difeomorfismos de {\displaystyle {\mathcal {M}}}                          | no abeliano de utilidad en relatividad general | {\displaystyle \mathrm {Vec} ({\mathcal {M}})}  | Campos vectoriales sobre {\displaystyle {\mathcal {M}}}                      | {\displaystyle \aleph _{1}} |
| {\displaystyle \mathrm {SDiff} ({\mathcal {M}})} | Difeomorfismos de {\displaystyle {\mathcal {M}}} que conservan el volumen | no abeliano de utilidad en hidrodinámica       | {\displaystyle \mathrm {SVec} ({\mathcal {M}})} | Campos vectoriales sobre {\displaystyle {\mathcal {M}}} con divergencia nula | {\displaystyle \aleph _{1}} |